# Championnat du monde de puzzle

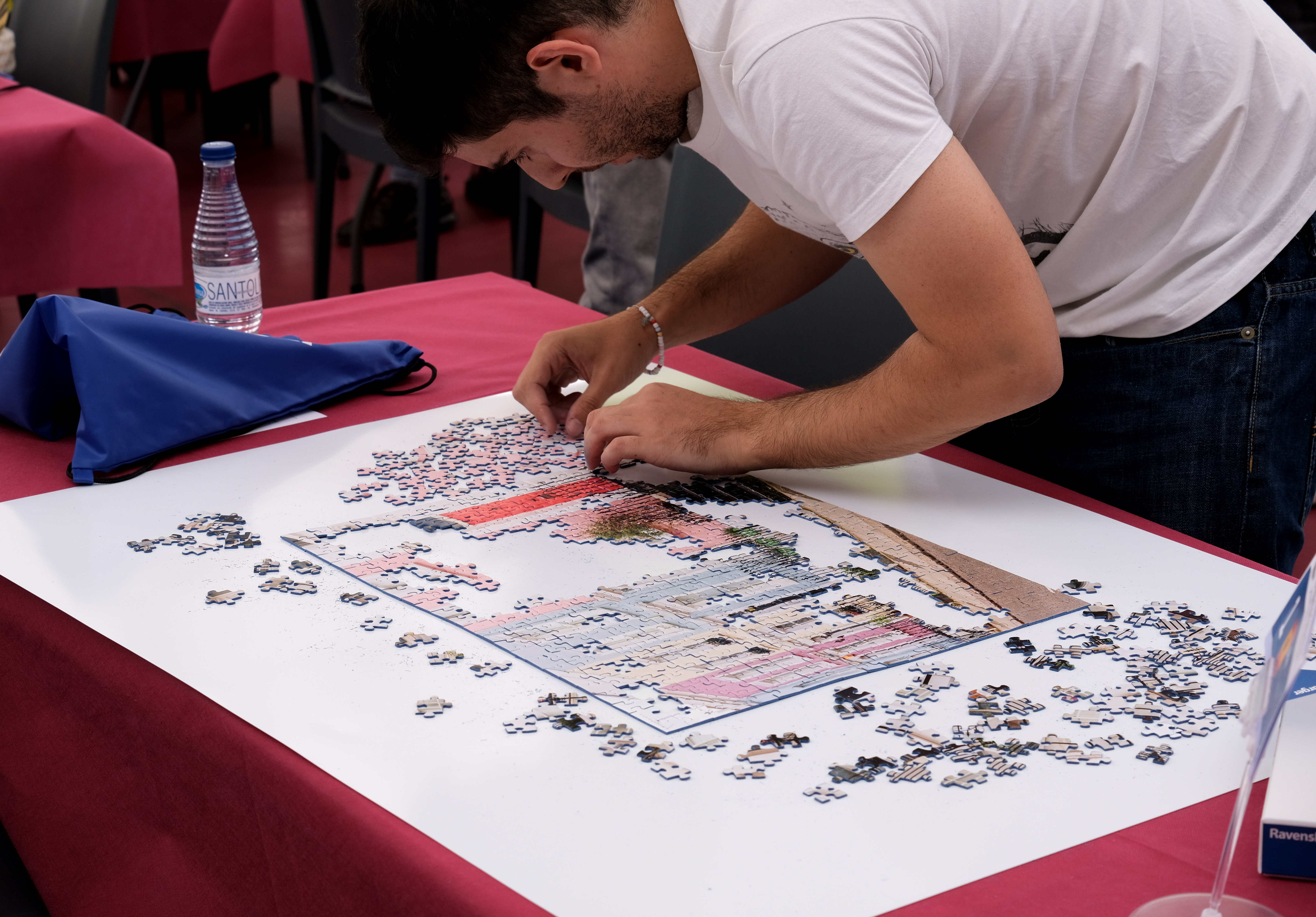
Alejandro Clemente, champion du monde de l'épreuve individuelle en 2022 et 2023.

Le Championnat du monde de puzzle est un événement annuel organisé par la Fédération mondiale de puzzle, soutenu par plusieurs associations nationales telles que l'Association de puzzle des États-Unis et l'Association australienne de puzzle,. Le Championnat du monde débute en 2019 et la première ville à l'organiser est Valladolid, en Espagne . Le Championnat comprend trois épreuves : par équipe, en duo et en individuel.
Malgré la rude compétition, le championnat est considéré comme les JO des puzzles, étant une célébration de la passion pour les puzzles et un moment de convivialité et de partage d'expérience entre les participants.

## Histoire
En 2019, la Fédération mondiale du puzzle est fondée et la même année, le premier Championnat du monde de puzzle a lieu à Valladolid, en Espagne. En raison de la pandémie mondiale de COVID-19, l'événement est annulé en 2020 et 2021, et reprend en 2022.
C'est lors du championnat de 2019 que pour la première fois un classement mondial est mis en place pour les joueurs de puzzles.
En 2022, plus de 70% des participants sont des femmes.
L'édition 2024 se tiendra à nouveau à Valladolid du 19 au 22 septembre.

## Épreuves
Trois épreuves sont disputées dans le championnat. Dans toutes les épreuves, le classement est déterminé par l'achèvement le plus rapide dans le temps imparti. Pour les concurrents qui n'ont pas terminé le(s) puzzle(s) assigné(s) dans le temps imparti, les pièces restantes sont comptées pour déterminer la position.
- Épreuve par équipe : Des équipes de quatre personnes réalisent plusieurs puzzles (1 000 ou 1 500 pièces) dans le temps imparti.
- Épreuve en duo : Deux concurrents réalisent un seul puzzle (500 ou 1 000 pièces) dans un temps imparti.
- Épreuve individuelle : Chaque participant individuel réalise un puzzle de 500 pièces dans un temps imparti.

Lors du premier Championnat du monde de puzzle, un seul tour final est joué dans chaque épreuve. En 2022, les demi-finales sont introduites dans toutes les épreuves. Pour 2023, en raison de l'augmentation du nombre de participants, les quarts de finale sont également instaurés avant les demi-finales de l'épreuve individuelle.

## Éditions
| Année | Ville      | Lieu               | Épreuves | Nations | Participants |
| ----- | ---------- | ------------------ | -------- | ------- | ------------ |
| 2019  | Valladolid | Dôme du millénaire | 3        | 39      | 531          |
| 2022  | Valladolid | Dôme du millénaire | 3        | 44      | 470          |
| 2023  | Valladolid | Dôme du millénaire | 3        | 54      | 905          |

### Participants par épreuve
| Année | Individuel | Équipe | Duo |
| ----- | ---------- | ------ | --- |
| 2019  | 199        | 196    | 86  |
| 2022  | 240        | 176    | 77  |
| 2023  | 572        | 340    | 159 |

### Médailles par pays
Mis à jour après le Championnat du monde de puzzle 2023.
| Rang  | Nation             | Or | Argent | Bronze | Total |
| ----- | ------------------ | -- | ------ | ------ | ----- |
| 1     | Espagne            | 5  | 1      | 2      | 8     |
| 2     | République tchèque | 3  | 2      | 4      | 9     |
| 3     | Russie             | 1  | 0      | 2      | 3     |
| 4     | États-Unis         | 0  | 2      | 1      | 3     |
| 5     | Norvège            | 0  | 2      | 0      | 2     |
| 6     | Allemagne          | 0  | 1      | 0      | 1     |
| 6     | Pologne            | 0  | 1      | 0      | 1     |
| Total | Total              | 9  | 9      | 9      | 27    |

### Records
| Épreuve                     | Joueurs | Temps    | Tour             |
| --------------------------- | --- | -------- | ---------------- |
| Individuel (500 pièces)     | Tereza Koptíková                                                                                            | 00:30:38 | 1er tour 2023    |
| Duo (500 pièces)            | Alejandro Clemente, Susana Pérez                                                                            | 00:20:17 | Demi-finale 2022 |
| Duo (1000 pièces)           | Katerina Novotna, Tereza Koptíková                                                                          | 01:02:20 | Finale 2022      |
| Équipe (1000 + 1000 pièces) | The Misfits Sarah Schuler, Michaela Keener, Elizabeth Caron, Karen Kavett,                                  | 01:15:46 | Demi-finale 2023 |
| Équipe (1000 + 1500 pièces) | Non Stop Ana Gil, Ana Isabel Jimeno, Alejandro Clemente, David Caballero                                    | 02:54:13 | Finale 2022      |
| Équipe (4 puzzles)          | Siberian Team Irina Batalova, Valentina Baburchenkova, Natalia Komarova, Galina Medvedeva, Marina Radchenko | 04:11:17 | Finale 2019      |